# Moorkanal
El Moorkanal és un canal navegable de 300 metres al barri de Veddel al port d'Hamburg a Alemanya. Connecta els canals Hovekanal i Müggenburger Kanal.

## Galeria

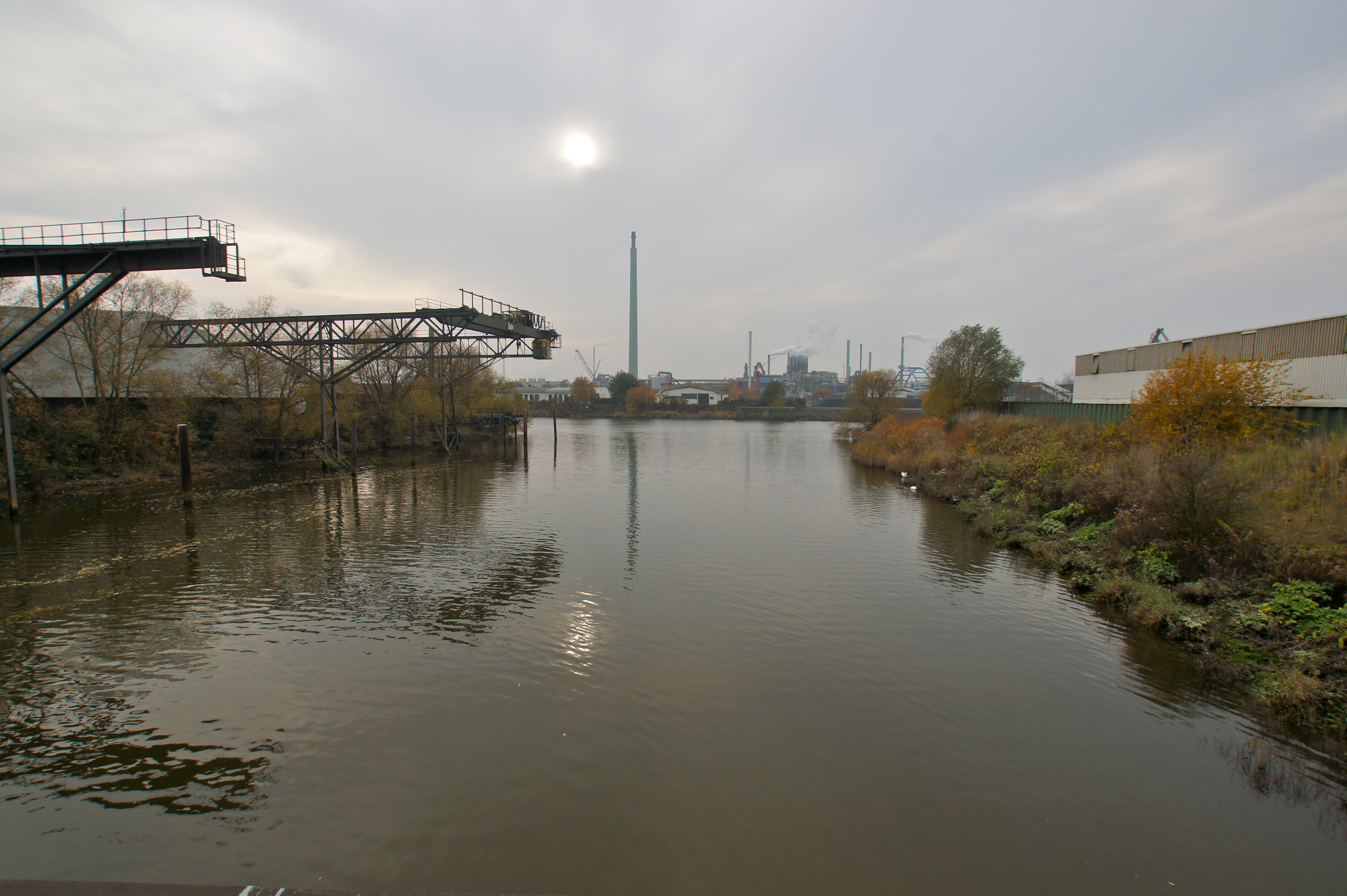
El canal vers el sud
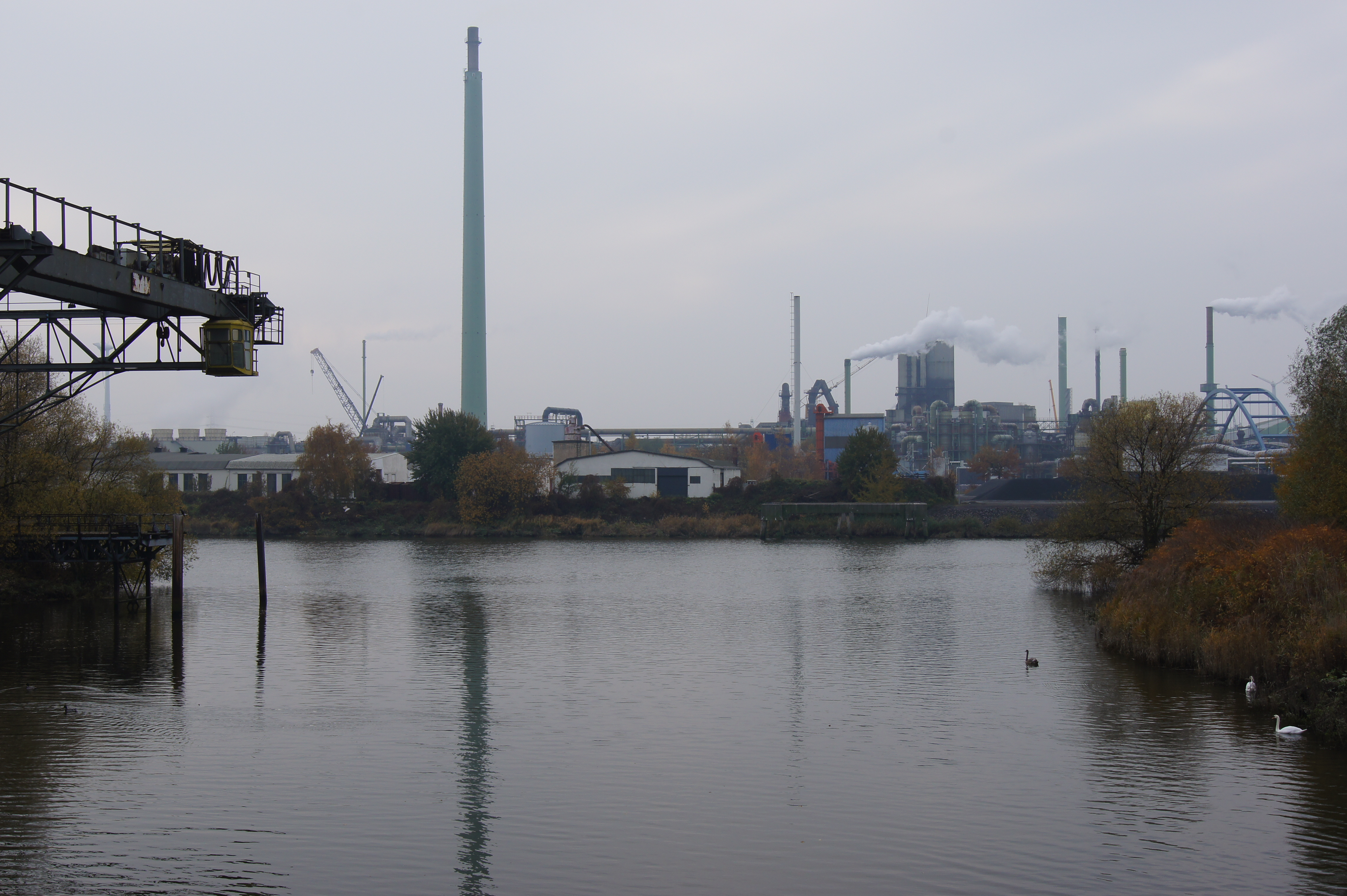
Vers el canal de Müggenburg
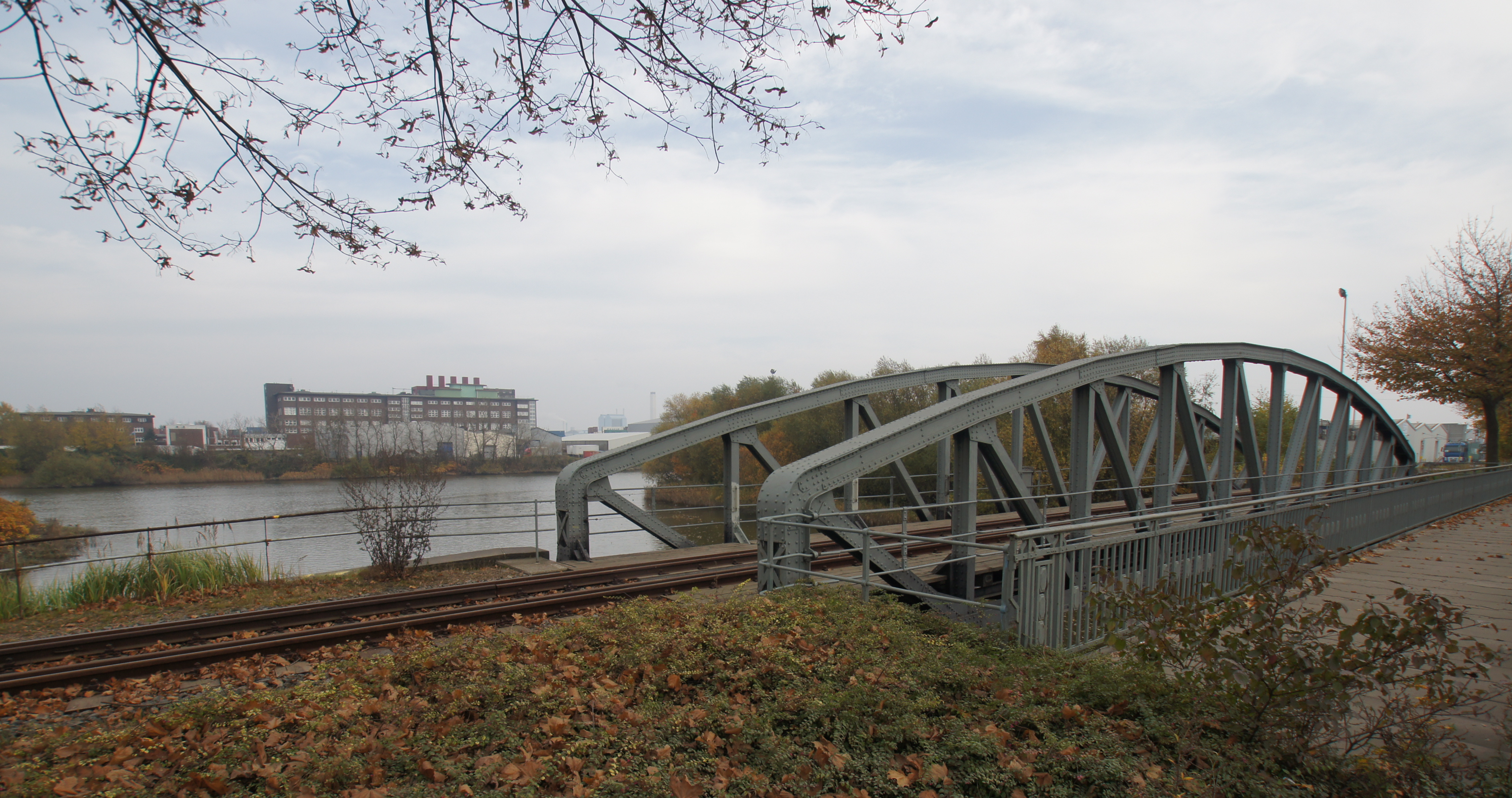
El pont ferroviari